# Richard Schnauder
Georg Richard Schnauder (* 12. Januar 1886 in Dresden; † 28. Mai 1956 ebenda) war ein deutscher Bildhauer und Zeichner.

## Leben
Richard Schnauder wurde als Sohn des Bildhauers Reinhard Schnauder (1856–1923) geboren. Frühzeitig arbeitete er im Atelier des Vaters mit und erhielt so eine Grundlage für sein späteres künstlerisches Wirken. Folgerichtig studierte er an der Kunstakademie in Dresden. bei J. Große und später an der Kunstgewerbeschule in Paris. Seine Studienreisen führten ihn nach Paris und Rom. Später kehrte er nach Dresden zurück und arbeitete im eigenen Atelier als freischaffender Bildhauer. Er wohnte in der Ziegelstraße 16 und hatte sein Atelier in der Elisenstraße. Durch die mehrfachen verheerenden Bombenangriffe 1945 auf Dresden verlor er Wohnung und Atelier und all seine Werke. Der Neuanfang war sehr schwer in der zerstörten Stadt, auch weil er sich mit den neuen kommunistischen Machthabern nicht anfreunden konnte. Dennoch arbeitete er als künstlerischer Berater beim Wiederaufbau mit. Seine künstlerischen Werke waren vornehmlich Kleinplastiken, Bildnisse und Friedhofskunst.

## Werke (Auswahl)

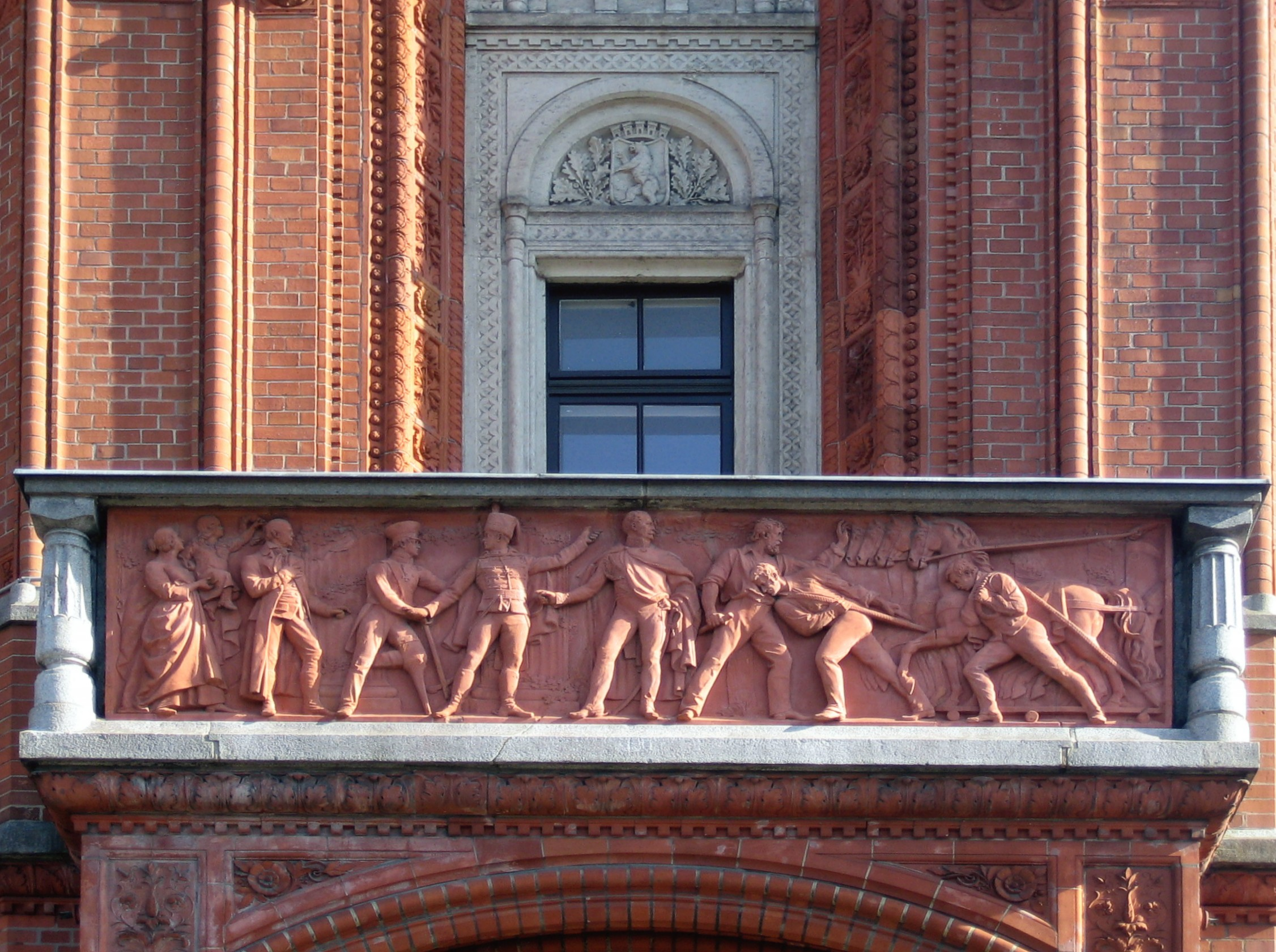
Rotes Rathaus Berlin. Detail der Fassade mit Ausschnitt des Terrakottareliefs mit Szenen aus der Geschichte Berlins.

- 1922: Bronzeplastik Mädchenakt auf Marmorsockel,[6]
- 1924: Bronzeplastik Sitzender Adler, Höhe 55 cm[7]
- 1926: Bronzeplastik „Mutter und Kind“, Gorden
- 1937: Denkmal des K. S. Infanterie-Regiments 177 für dessen 3376 Gefallene des Ersten Weltkriegs, Bronzeplastik, Marienallee 14, Dresden, 1946 beseitigt
- Bronzefigur, vergoldet, junger Fußballspieler auf Marmorsockel, Höhe 33,5 cm, Privatbesitz.
- große Bronzeplakette Richard Wagner, patiniert, 22 cm[8]
- Knabenfiguren der Balustrade des Anbaues vom Schauspielhaus Dresden
- Restaurierung Terrakottafries am Roten Rathaus Berlin mit dem Dresdner Bildhauer Hansfritz Werner (1952–1954)